# Brémélanotide
Le brémélanotide, vendu sous la marque Vyleesi, est un médicament utilisé pour traiter le faible désir sexuel chez les femmes. Plus précisément, il est utilisé dans les cas qui présentent avant la ménopause et qui ne sont pas dus à des problèmes médicaux, de santé mentale ou à des problèmes au sein de la relation. Il est administré par injection sous la peau.
C'est un activateur du récepteur de la mélanocortine, dont sous-type 4 qui intervient dans le désir sexuel de la femme.
Il augmente le désir sexuel chez la femme en pré-ménopause, hypoactive  sur ce point.
Les effets secondaires commun comprennent des nausées, des douleurs au site d'injection, des bouffées vasomotrices et des maux de tête. Cela peut également augmenter temporairement la tension artérielle et diminuer la fréquence cardiaque, et assombrir les gencives, le visage et les seins. La sécurité pendant la grossesse n'est pas claire, avec des preuves de dommages chez d'autres animaux. 
Le brémélanotide a été approuvé pour un usage médical aux États-Unis en 2019. Il n’est approuvé ni en Europe ni au Royaume-Uni. Aux États-Unis, cela coûte environ 600 USD par dose à partir de 2022.